# Indische Literatur
Mit indischer Literatur werden zusammenfassend die Literaturen bezeichnet, die auf dem indischen Subkontinent und insbesondere seit der Unabhängigkeit des Staates Indien 1947 in Indien bzw. von indischen Schriftstellern verfasst wurden. Wegen der Vielzahl der Sprachen, die in Indien gesprochen und geschrieben werden, kann von indischer Literatur nur im Plural gesprochen werden. Über 90 Prozent aller Inder gehören den beiden großen Sprachstämmen der indoiranischen und dravidischen Sprachen an, die auch die literarische Tradition prägten; daneben gibt es vor allem im Osten des Subkontinents Angehörige der Gruppen der tibetobirmanischen Sprache und andere kleine Sprachgruppen.
Die indischen Literaturen zählen zu den ältesten der Welt. Sie wurden jedoch jahrhundertelang nur mündlich überliefert. Bei alten Texten sind Datierung und Verfasserfrage daher oft ungeklärt. Hinzu kommt ein schwach entwickelter Sinn für Chronologie aufgrund eines übergeschichtlichen Weltbildes, das auch den Gedanken der zyklischen Wiederkehr der Weltzeitalter und der Einzelwesen enthält. Mit einigen wenigen halbwegs sicheren Datierungen ist erst seit den Eroberungen Alexander des Großen um 330 v. Chr. und ersten chinesischen Berichten seit dem 4. Jahrhundert n. Chr. zu rechnen. Lange Zeit blieben die Grenzen zwischen religiöser und weltlicher, dichterischer und wissenschaftlicher Literatur fließend. Die Verwendung von meist einfachen Metren und komprimierten Sätzen (Sutra) für fast alle Formen der Literatur unterstützte die phänomenale Gedächtnisleistung der Inder bei der mündlichen Weitergabe der frühen Texte.
Die klassische Sanskrit-Dichtung wurde im Mittelalter durch die Literaturen indischer Regionalsprachen wie Hindi oder Tamil abgelöst. In den Mogulreichen im Norden Indiens kam ab dem 16. Jahrhundert die vorwiegend in Urdu verfasste islamische Lyrik hinzu. Durch die britische Kolonisierung Indiens wurde auch Englisch zu einer Literatursprache Indiens. Die weitgehend romantische Literatur der indischen Regionalsprachen erfuhr mit der Unabhängigkeit des Landes eine modernistische Gegenbewegung, mit der neue Themen wie soziale Fragen ins Blickfeld gerieten.

## Vielfalt der Sprachen und Schriften
Die ältesten indoarischen Schriften können aus semitischen Schriften abgeleitet werden. Die Kharoshthi-Schrift wurde in Nordwestindien und im heutigen Pakistan u. a. zur Zeit des Ashoka genutzt und geriet im 5. Jahrhundert n. Chr. außer Gebrauch. Die Brahmi-Schrift war eine Kombination aus Buchstaben- und Silbenschrift, die wohl aus der nordsemitischen aramäischen Schrift hervorging. Sie wurde wohl von Kaufleuten eingeführt, zumindest wurde sie meist merkantil genutzt. Es gibt keine Hinweise darauf, dass sie in vorchristlicher Zeit zur Aufzeichnung von literarischen Werken gedient hätten. Von ihr stammen jedoch zahlreiche der modernen indischen Schriften ab, so auch die am weitesten verbreitete Devanagari. Aus einer südlichen Variante der Brahmi-Schrift leiten sich die Schriften ab, die von den Draviden gebraucht werden, so z. B. die Tamil-Schrift.
Heute gibt es in Indien Literatur in 24 offiziell von der 1954 gegründeten indischen Literaturakademie anerkannten Sprachen, darüber hinaus noch Literatur in zahlreichen Dialekten. Die sogenannten neu-indoarischen (nordindischen) Sprachen stammen vom Sanskrit ab, bei den meisten Sprachen des Südens handelt es sich um drawidische Sprachen.
Die indischen Sprachen werden mit etwa einem Dutzend verschiedener Schriften des indischen Schriftenkreises geschrieben, die sämtlich zwischen Silben- und Alphabetschriften stehen. Dabei wird beispielsweise das kurze a nach Konsonant nicht geschrieben. Auch das in arabisch-persischer Schrift geschriebene Urdu hat keine eigenen Vokalbuchstaben; die Vokale werden durch eine Kombination von Digraphen und diakritischen Zeichen angezeigt. Die in literarischen Werken oft verwendete Nastaʿlīq-Schrift ist in satztechnischer Hinsicht kompliziert und erfordert einen im Verhältnis zur Zahl der in Urdu existierenden Phoneme einen weitaus größeren Zeichenvorrat. Diese Diversität ist die Ursache für die begrenzte wechselseitige Kenntnisnahme der indischen Literaturen über die internen Sprachgrenzen hinweg und verstärkt die Tendenz zur Nutzung des Englischen.

## Indische Literatur in klassischen altindischen Sprachen
Die ältesten Texte der indischen Literatur wurden in vedischer Sprache mündlich durch die Brahmanen überliefert, die ihr heiliges Wissen vor allem wiederum an Brahmanen weitergaben. Die Angehörigen der untersten Kaste, die Shudra, waren durch abschreckende Strafen vom Zugang zu diesem Wissen ausgeschlossen. Wegen des feuchtheißen Klimas sind viele der alten landestypischen Schriftmaterialien wie Palmblätter oder Baumrinde nicht erhalten. Papier wurde erst im 13. Jahrhundert eingeführt. Daher gilt die mündliche Überlieferung im Vergleich zur schriftlichen, welche abgesehen von Hartmaterialien wie Steininschriften erst etwa mit dem 11. Jahrhundert einsetzt, meist als sicherer. Ein Gebildeter ist in Indien jemand, „der viel gehört hat“ (ein bahushruta). Im Unterschied zu den religiösen Texten wurden die epischen Erzählungen von den Barden, die sie vortrugen, immer wieder variiert. Diese Barden gehörten der Kshatriya, also der Kaste des Adels und der Krieger an; ihre Sprache war volkstümlicher als die der Brahmanen.

### Älteste Schriften des Hinduismus mit religiöser Funktion

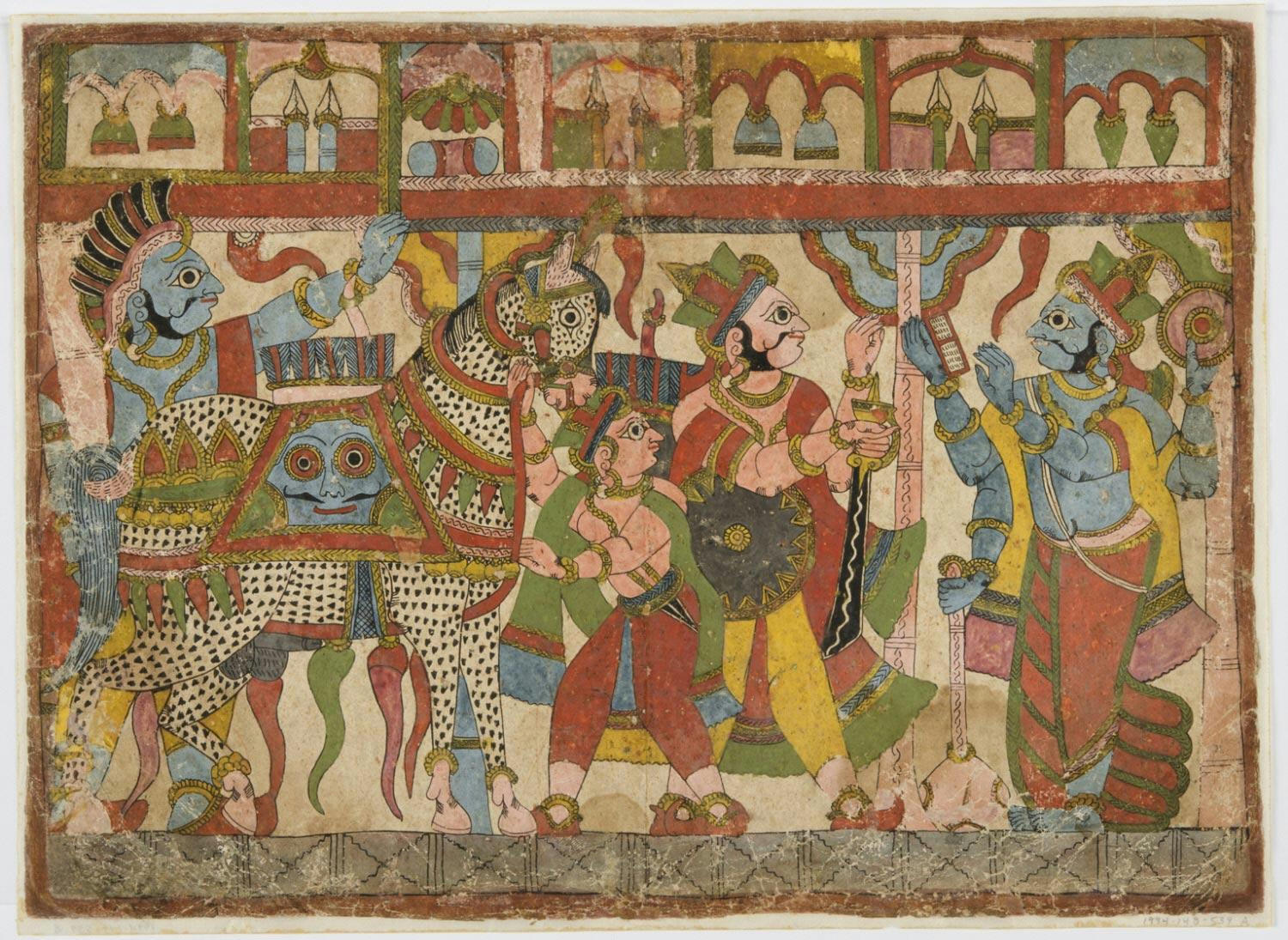
Episode aus der Mahabharata: Krishna (mit vier Armen) entlässt ein Pferd für ein Jahr in die Freiheit, wo es von einem Heroen begleitet wird, bevor es geopfert wird. Darstellung aus dem 19. Jahrhundert.

Die Werke in vedischer Sprache, der direkten Vorläuferin der Dardischen Sprachen und des Sanskrit, bilden die wichtigsten heiligen Texte des Hinduismus. Sie wurden anonym von vielen Gelehrten und Priestern des sesshaften gewordenen, aus dem Norden zugewanderten Hirtenvolks erstellt. Die wichtigste Textsammlung ist der Veda („Wissen“), eine Sammlung von Götterhymnen, religiösen Formeln und Vorschriften, Zaubersprüchen sowie theologischen Texten, die zwischen dem zweiten Jahrtausend v. Chr. und 500 v. Chr. im Stromgebiet des Indus entstanden sind. Er besteht aus vier, von gläubigen Hindus noch heute als unantastbar angesehenen Teilen: Rigveda, Samaveda, Yajurveda und Atharvaveda. Der früheste und literarische bedeutsamste Teil der Veda ist die Rigveda (um 1500–1200 v. Chr.?), eine Sammlung von über 1000 Hymnen an die Götter, vor allem an Indra, den kriegerischen Götterkönig und Eroberer. In ihnen spiegelt sich die Eroberung des Subkontinents durch die indoarischen Einwanderer aus dem Norden und deren Glaube an einen älteren gemeinsamen indoiranischen Götterhimmel, der letztlich aus übersteigerten menschlichen Gestalten besteht, mit denen man auch feilscht und kämpft.
Während die Dichter der Rigveda sich selbst nur als göttlich inspirierte Übermittler und Verfestiger der Tradition betrachteten, wurde der Veda in der Folgezeit als direkter Ausfluss göttlicher Offenbarung angesehen. Da die Lehre von seiner Unverändlichkeit als Dogma galt, wurde großer Scharfsinn darauf verwendet, seine Ewigkeit zu begründen und Widersprüche hinwegzuinterpretieren. Nur wenige Skeptiker und Materialisten leugneten dieses Dogma. Dennoch wurde der Veda nie zum Allgemeingut des Volkes und trat seit etwa 500 v. Chr.in den Hintergrund.
Im Anschluss an die Veden entstanden die Brahmanas (Ritualtexte), Aranyakas („Waldbücher“) und die 18 Upanishaden (philosophische Lehren), die eine geographisch erweiterte Szenerie und eine Wendung in Spekulative und Meditative erkennen lassen.

### Die klassischen altindischen Epen
Weitere wichtige literarische Werke der vedischen Zeit sind zwei Epen: das Mahabharata, das wohl einen historischen Kern besitzt und vom Kampf der Nachkommen des blinden Königs Dhritarashtra mit denen seines Halbbruders, des Königs Pandu handelt, der in einer 18-tägigen Schlacht (angeblich bei Kurukshetra) kulminiert, sowie das Ramayana über die Taten des Rama. In diesen von Barden vorgetragenen und immer wieder ausgeschmückten Epen schimmert bereits das Mittelindisch durch. Darin, vor allem im Mahabharata, spiegelt sich wie in anderen spätvedischen Werken das Erstarken der Krieger- und Ritterkaste gegenüber den Brahmanen der vedischen Zeit.

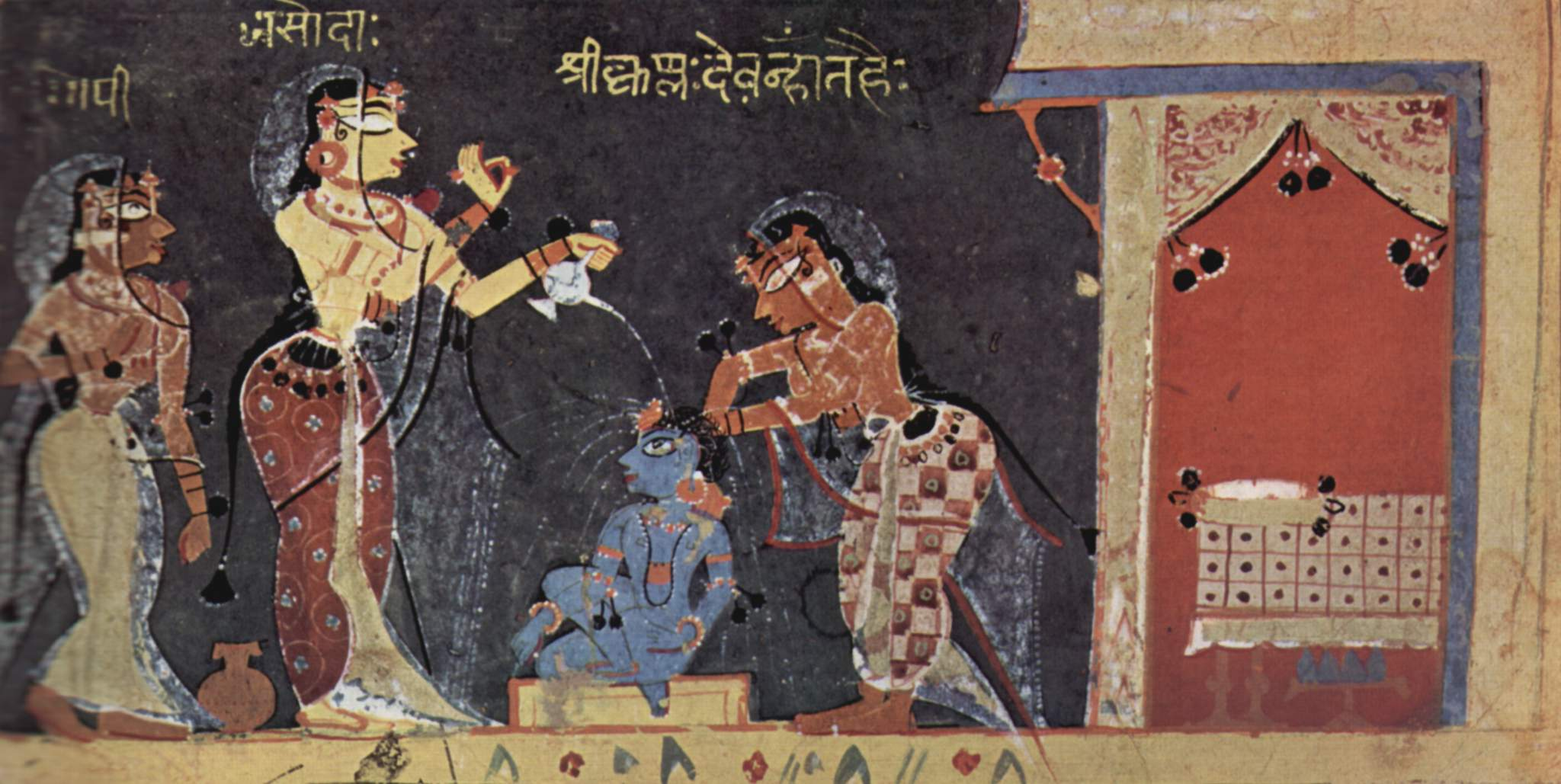
Illustration aus einem Manuskript des Bhagavatapurana, einem Hauptwerk des Vishnuismus

Das Mahabharata ist in Shloken verfasst. Das Versmaß geht auf die ältere vedische Literatur zurück: Jeweils zwei Doppelverse mit je zwei Gliedern zu acht Silben bilden ein Shloka. Als Autor oder Redakteur des Werks gilt der mythische Vyasa. Es erzählt von den Heldentaten des Stammes der Bharatas und ihrer katastrophalen Niederlage auf dem Schlachtfeld. Dieses Geschehen mag auf die Einwanderungs- und Eroberungsgeschichte der indoarischen Völker zurückgehen, die über 3000 Jahre zurückliegt. Das Mahabharata umfasst 18 (eine heilige Zahl) parvas (Bücher) unterschiedlicher Länge mit insgesamt ca. 100.000 Versen, die in Strophen mit meist vier Versen gegliedert sind. Es ist uneinheitlicher aufgebaut als das Ramayana und wurde durch phantasievolle und poetische Einschübe nachträglich stark erweitert, bis es vielleicht um 400 v. Chr. seine gegenwärtige Form erhielt. Im Wesentlichen handelt es sich um eine Aufeinanderfolge von Reden in teils in erzählender, teils belehrender Form. Schauplatz des Mahabharata ist der Westen Indiens. Eine seiner wichtigsten Figuren ist Krishna als Verkörperung Vishnus. Ein wichtiger Bestandteil des Mahabharata (ein Teil des 6. Buchs mit etwa 700 Strophen) ist die Bhagavadgita, eine Selbstoffenbarung Krishnas in Form eines spirituellen Lehrgedichts mit ebenfalls 18 Gesängen. Sie ist heute der vielleicht wichtigste religiöse Text für Hindus, der unzählige Male auswendig gelernt und zitiert wurde und ethische Normen ebenso wie Meditationstechniken (Yoga) enthält.

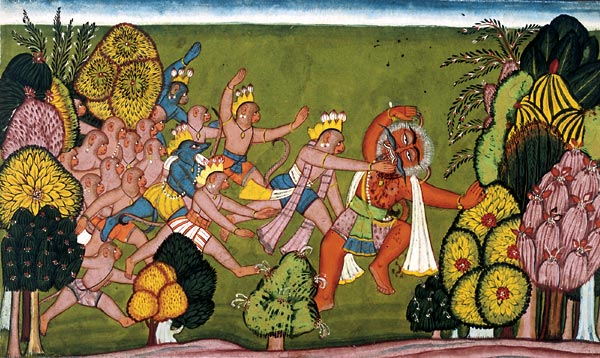
Episode aus dem Ramayana: Der Affenprinz Angada erschlägt einen Dämon. Folio aus dem Shangri-Ramayana, um 1700

Das Ramayana, das im Osten des indischen Kontinents spielt und in dessen Haupthandlung zahlreiche Episoden und lokale Legenden eingeflochten sind, umfasst etwa 24.000 Doppelverse (Shloken) zu je zwei Gliedern mit je acht Silben. Erzählt wird die Geschichte des Prinzen Rama, der von seinem Vater zu einem 14-jährigen Exil gezwungen wurde. Während die ältesten Teile wohl aus dem 7.-4. Jahrhundert v. Chr. stammen, erhielt es im 2. oder 3. Jahrhundert n. Chr. seine endgültige Form. Es gibt zahlreiche Versionen und Synopsen des Epos, die in verschiedenen Regionalsprachen und auch in ganz Südostasien und in der buddhistischen Welt verbreitet wurden. Das Ramayana findet bis heute seinen Niederschlag in der Populärkultur.

### Erbauliche und belehrende Epen und Legenden: Die Puranas
Für den volkstümlichen Hinduismus sind auch die Puranas eine unentbehrliche Quelle. Die 18 Puranas sind poetische Erzählungen, die unter anderem über die Entstehung der Welt sowie über die Taten von Göttern, Heiligen und Helden berichten. Das bekannteste Purana ist das wohl erst im 10. Jahrhundert entstandene Bhagavatapurana, das für die volkstümliche Krishna-Verehrung wichtig ist. In fast jeder Episode dieser Epen und Erzählungen ist eine praktische Moral – zumindest in Form von Symbolen und Metaphern – verkörpert. Der vieldeutige Begriff des Dharma bezeichnet (nicht nur im Hinduismus, sondern in ähnlicher Weise auch im indischen Buddhismus, Jainismus und Sikhismus) die spirituelle oder kosmische Ordnung, das moralische Gesetz, die religiöse Pflicht, die geistige Verbindung mit der Gemeinschaft, der rechte Weg oder der Pfad der Tugend, der die Individuen und Familien im Alltag und in jedem Lebensalter leiten soll.
Von großer praktischer Bedeutung ist auch das Arthashastra (etwa 200 v. Chr. ?), das oft mit Machiavellis Il Principe verglichen wird. Es handelt sich um ein Staatslehrbuch, das das notwendige Wissen des Königs, seiner Minister, und Beamten, ihre Pflichten und strategische Prinzipien beschreibt. Die Manusmriti, das „Gesetzbuch des Manu“, ist eine moralische Anleitung, die ethische Regeln und Normen des gesellschaftlichen Lebens aufstellt. Im Westen bekannt geworden ist auch das Kamasutra, das älteste erhaltene Lehrbuch der Erotik aus Indien.

### Schriften des Buddhismus und des Jainismus
Die Lehren des indischen Weisen Siddharta Gautama, genannt Buddha (gestorben ca. 480 v. Chr.), sind in einer großen Zahl von Schriften überliefert, worunter einige zur Weltliteratur gezählt werden. Gautama brach bewusst mit der brahmanisch geprägten Tradition des Sanskrit und predigte in der Volkssprache des östlichen Indiens. Viele frühe buddhistische Schriften sind dementsprechend nicht in Sanskrit verfasst, sondern in Pali („Text“), das wohl als Kunstsprache entstand, neben Sanskrit und Tamil zu den klassischen Literatursprachen Indiens gehört und strukturell und im Vokabular viele Ähnlichkeiten mit dem Sanskrit aufweist. Zu den wichtigsten literarischen Werken des frühen Buddhismus in Indien zählen Sammlungen von Lehrvorträgen wie der Pali-Kanon, das Digha-Nikaja und das Kuddaka-Nikaja. Das bedeutendste Werk des Buddhismus in einem (hybriden) Sanskrit ist ein Leben des Buddha, verfasst von Ashvaghosha um 100 n. Chr., der auch als erster buddhistischer Dramatiker gilt. Mit dem Buddhismus aus Indien verschwand auch das Pali, die Schriftsprache der heiligen Texte, das jedoch in Sri Lanka, Thailand und Birma überlebte. Eng verwandt mit dem Sanskrit und dem Pali ist das Gandhari, eine der ersten mittelindischen Schriftsprachen des Nordwestens, in der buddhistische Texte überliefert wurden und das mit dem Pali unterging.
Auch Mahavira, der etwa zur gleichen Zeit wie Gautama lebende Stifter des Jainismus, sagte sich vom Veda und seiner Autorität los. Seine ältesten überlieferten Lehrreden wurden schon in einer mittelindischen Sprache, dem Ardhamagadhi, überliefert. Der Jainismus mit seiner Kombination aus volkssprachlichem Erzählen und poetischer Gelehrsamkeit beeinflusste später vor allem die Gujarati- und Kannada-Literatur, wobei Jainas und Hindus oft die gleichen Motive benutzten. Im Kontext der buddhistischen und Jain-Texte wurden zahlreiche volkstümliche Märchen in mittelindischen Sprachen überliefert.

### Klassische Prosadichtung in Sanskrit (ca. 200 v. Chr. bis 1200 n. Chr.)
Das klassische Sanskrit entwickelte sich aus der vedischen Sprache. Die klassische Sanskrit-Dichtung (ab ca. 200 v. Chr.) war meist höfische Dichtung. Sie erlebte zwischen 400 und 700 n. Chr. ihre Blüte, und zwar vor allem infolge des Wiedererstarkens der Brahmanen, die den Einfluss des Buddhismus fast vollständig zurückdrängten. In diesem Zusammenhang spricht man auch von der „Hindu-Gegenreformation“.
Die Prosa des klassischen Sanskrit ist durch Künstlichkeit der Sprache und Hypertrophie der Formen bei „wucherndem“, fast formlosem Inhalt gekennzeichnet. Sie arbeitet mit überlangen Komposita, die ganze Nebensätze ersetzen, mit extremen Nominalstil, Alliteration, Doppelsinn, Lautspielereien und zahlreichen Metaphern. Die Stilmittel variieren dabei regional. Werke wie das romantische Vasavadatta (ca. um 400/450) zeichnen sich durch festgefügte schematisch-klischeehafte Schilderungen, ausgefallene Vokabeln, reiche rhetorische Verzierungen, seltene grammatische Formen und komplizierten Sätze aus, die über Druckseiten gehen‚ was nur in der Prosa, nicht aber bei festen Metren funktionieren kann. Im 7. Kapitel der aus dem 7. Jahrhundert stammende Dasakumacarita („Die Erlebnisse der zehn Prinzen“), einer Prosaromanze des Dandin (Dandi), kommen keine Labiale vor, weil die Lippen des erzählenden Prinzen im vorhergehenden Liebesspiel zerbissen worden waren. Diese Art der Prosa dient dem Dichter vor allem dazu, Gelehrsamkeit in allen möglichen Bereichen – der Politik, der Erotik, der Mythologie oder der Grammatik – zu demonstrieren.
Bedeutende Sanskrit-Dichter waren der Poet und Dramatiker Kalidasa (ca. 4./5. Jahrhunderts n. Chr.) sowie der Spruchdichter Bhartrihari (5./7. Jahrhundert?) und Amaru (8. Jahrhundert?), der für seine erotische Dichtung bekannt wurde. 
Mit Kalidasa erreicht die Sanskrit-Kunstdichtung einen frühen Höhepunkt. Sein Drama Shakuntala (nach einer Gestalt aus dem Mahabharata) faszinierte auch Johann Wolfgang von Goethe, der ein Gedicht mit dem Titel Sakontala verfasste. Kalidasas metaphernreiche Naturschilderungen wie in seinem lyrischen Werk Meghaduta („Wolkenbote“) vermenschlichen die Natur und übertragen das Naturgeschehen auf das menschliche Leben. Das Epos Kumarasmabhava behandelt die Umstände der Geburt des göttlichen Heerführers Kumara, eines Sohnes Shivas. Das Raguvansha berichtet von der Geschichte der Dynastie von Ayodhya.
Als indisches Hohelied hat man die Dichtung des bengalischen Autors Dshajadeva bezeichnet.
Auch zahlreiche der Volksdichtung entnommene Tierfabeln wurden in klassischem Sanskrit niedergeschrieben und – wie beispielsweise das Panchatantra (um 400-500?) – zur politisch-moralischen Erziehung der Prinzen am Hofe genutzt. Das Buch wurde so bekannt, dass es ins Mittelpersische, Syrische, Arabische (unter dem Titel Kalīla wa Dimna), Hebräische, Lateinische, byzantinisch-Neugriechische und Altspanische übersetzt wurde.

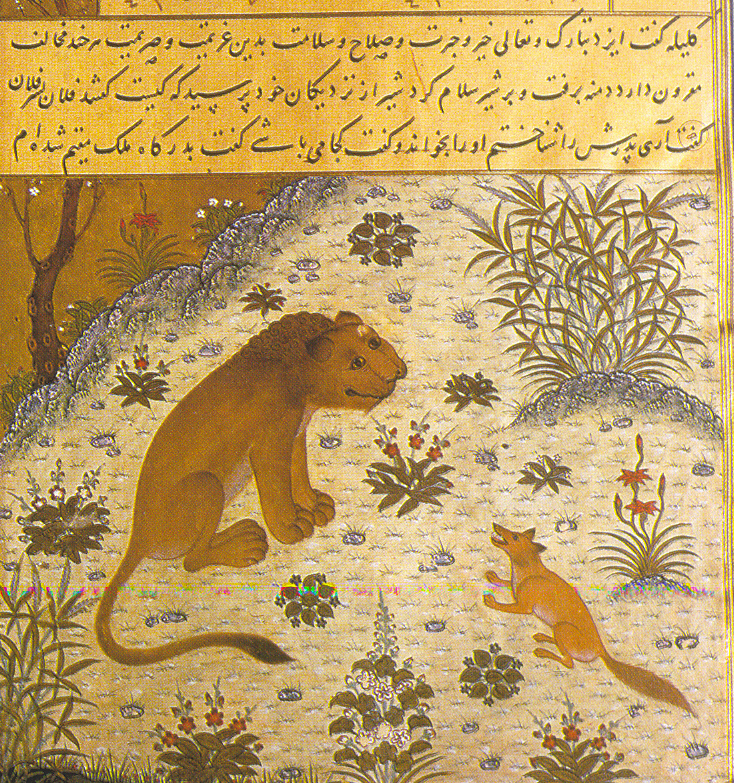
Der Löwe und der schlaue Schakal. Buchseite aus dem Panchatantra (persische Handschrift, 15. Jahrhundert)

Im 5. Jahrhundert wurde das Sanskrit, das inzwischen durch die Brahmanen im gesamten indischen Kulturbereich verbreitet worden war, aber bereits seinen Formenreichtum der Vedenzeit eingebüßt hatte, durch die Grammatik des Panini verbindlich festgeschrieben und erhielt den Namen Sanskrit („zurechtgemachte Sprache“) im Unterschied zur Volkssprache. Es wurde weiterhin als Sprache hochgestellter Schichten und als Bildungssprache verwendet; seine Rolle entsprach also ungefähr der des Lateinischen im europäischen Mittelalter. 
Einen kritischen Gegenakzent zur klassischen Sanskrit-Literatur setzt Anandavardhana (9. Jahrhundert) mit seiner Theorie des dhvani (Klang, Resonanz, Suggestion), also des impliziten Sinns, der „Seele“ der Dichtung im Unterschied zu ihrem „Leib“, dem wörtlichen Sinn. Diese Ästhetik konnte sich besonders im kashmirischen Shivaismus entfalten, z. B. im Werk des Abhinavagupta.
Das späte Sanskrit-Epos Ramacharitam des bengalischen Poeten Sandhyakar Nandi (ca. 1084–1155) verbindet die Erzählungen über Rama mit denen über die Ermordung des Königs Ramapala aus der bengalischen Pala-Dynastie. Diese und andere späte Versionen des Ramayana sind weitaus künstlicher als das ursprüngliche Volksepos.
Die philosophisch-religiöse Literatur Kaschmirs wie das Tantraloka des Abhinavagupta, eine Sammlung magischer Anrufungen des Shiva, wurde bis um das Jahr 1000 noch in klassischem Sanskrit verfasst. Das streng metrische Rajatarangini („Fluss der Könige“) des Kalhana ist ein Werk aus der Zeit der Spätblüte des klassischen Sanskrit in Kaschmir und zugleich einer der frühesten dichterisch ausgestalteten Chroniken aus der Mitte des 12. Jahrhunderts. Sie enthält eine Genealogie der Rajas von Kaschmir.

### Prakrit, Avahatta, Apabhransha
Die Rolle des Sanskrit als kastengebundene Sprache der hinduistischen Überlieferung wurde nicht zuletzt durch den Aufstieg des Buddhismus im 3. Jahrhundert v. Chr. eingeschränkt. Regionale Dialekte mit reduzierter Grammatik wie das Ardhamagadhi, die man als Pakrit-Sprachen (oder „Mittelindisch“) bezeichnet, gewannen zuerst im buddhistisch beeinflussten Reich des Ashoka sowie im Jainismus an Bedeutung, soweit sich dies an schriftlichen Zeugnissen ablesen lässt. Die ältesten Zeugnisse buddhistischer weiblicher Spiritualität in Indien sind die „Verse der älteren Nonnen“ (Therigatha) aus dem 6. bis 3. Jahrhundert v. Chr. Es handelt sich um 73 Gedichte, den Weg zur Erleuchtung beschreiben, in Magadhi-Prakrit mündlich überliefert und erst später niedergeschrieben wurden. Das Magadhi-Pakrit ist mit dem ebenfalls „mittelindischen“ Pali verwandt und wurde von den Buddhisten der nordostindischen Region Magadha, dem Ursprungsland des Buddhismus, verwendet. Angeblich war es die Sprache, in der Buddha dort predigte. 
Überliefert sind auch höfische Prakrit-Verserzählungen wie das hinduistische Gaudavaho des Dichters Vakpati über die Eroberungen des Königs Yashovarman im 8. Jahrhundert im Maharashtri-Prakrit. Im Sanskrit-Theater wurden die Unterschichten durch ihren Prakrit-Dialekt charakterisiert.
Auch das indische „Drama“ ist wohl pakritischen Ursprungs. Tragödien waren zunächst unbekannt, es gibt aber stets eine lustige Person, den „Schimpfer“. Die Akteure sind stark typisiert, es gibt zehn Typen. Personen niederen Standes führen dabei Dialoge in mittelindischer Volkssprache; nur Götter, Brahmanen und Könige sprechen Sanskrit. Hoffmann bezeichnet sie als Libretti, da sie stets von Gesang, Instrumentalmusik und Tanz begleitet waren.
Seit dem 8. Jahrhundert wurde die Position des klassischen Sanskrit weiter geschwächt. Durch den Aufstieg neuer Schichten und ethnischer Gruppen verlor es vor allem im Nordosten Indiens an Bedeutung und wurde durch das grammatisch weiter vereinfachte Avahatta (Abahattha) als Lingua franca verdrängt. Avahatta kann wiederum als Vorläufer der altbengalischen und altassamischen Sprache sowie des Oriya (heute meist Odia genannt) und Maithili gelten. Ein wichtiges Werk der buddhistischen Vajrayana-Schule ist das Charyapada, eine Sammlung mystischer Lieder und Gedichte des Tantrismus von angeblich 33 Autoren aus dem 8. bis 12. Jahrhundert, die erst um 1900 wiederentdeckt wurde und heute als das früheste literarische Zeugnis aus Bangladesch gilt, aber auch in Abschriften und Übersetzungen in Nepal und Tibet verbreitet war.
Aus dem Pakrit-Dialekt Apabhransha („Herabfall“, „Sprachfehler“), der in ethisch-philosophischen Texten und Epen der Jaina verbreitet war, entwickelte sich im mittleren Norden Indiens bis zum 10. Jahrhundert das Hindi.

### Alttamilische Literatur

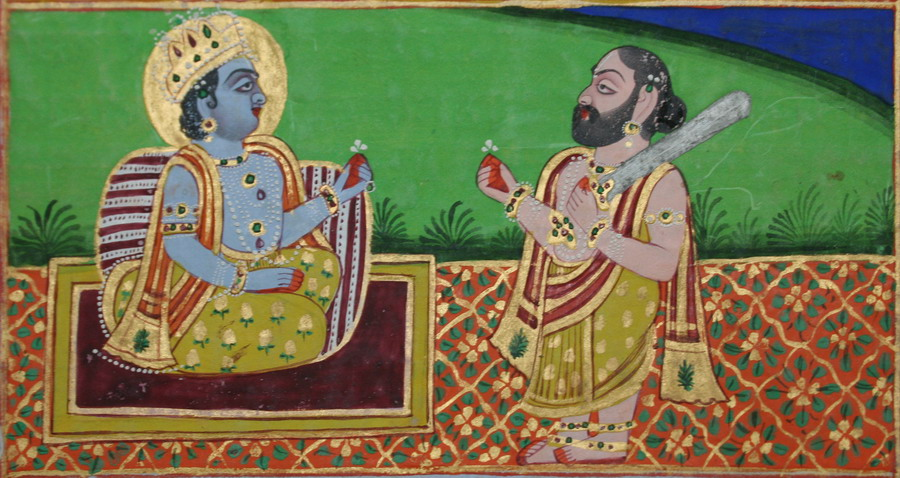
Agastya überreicht Rama ein Schwert

Tamil ist neben Sanskrit und Pali die dritte klassische Literatursprache Indiens. Die Anfänge dieser Literatur im vorarischen Südindien liegen jedoch im Dunkeln. Als ihr Schöpfer und Verfasser einer ersten Grammatik wird traditionell der mythische Kulturheros Agastya betrachtet, der schon im Rigveda erwähnt wird. Aus der Blütezeit des frühen Tamil stammt die höfische Sangam-Literatur in Versform, die noch unbeeinflusst vom Sanskrit war. Sie umfasst neben der Verherrlichung heroischer Taten von Königen und Kriegern vor allem erotische und panegyrische Lyrik und wurde um die Mitte des 1. Jahrtausends verschriftlicht. U. V. Swaminatha Iyer edierte Ende des 19. Jahrhunderts zahlreiche wiederentdeckte Palmblatt-Manuskripte der weitgehend vergessenen und wegen ihrer reduzierten Grammatik und linksverzweigenden Wortstellung schwierig zu deutenden Sangam-Literatur. Er gilt damit als Begründer der anti-brahmanischen tamilischen Renaissance.
Das bedeutendste Werk der klassischen tamilischen Literatur ist der Tirukkural aus dem 1. bis 3. Jahrhundert, ein Lehrgedicht mit Aphorismen zu den Themen Tugend, Wohlstand und Genuss, das von dem (historisch nicht belegten) Jain- oder Hindu-Priester Thiruvalluvar stammen soll. Kural bezeichnet ein Versmaß mit Versen zu je zwei Zeilen, von denen die erste vier-, die zweite dreifüßig ist, mit Anfangsreimen und Alliterationen in der Mitte. In religiösen Dingen ist das Werk relativ neutral, manches zeigt einen jainistischen Einschlag. Neben diesem Werk gibt es weitere 17 kanonische Werke zu Ethik und Lebensweisheit.

## Indisches Mittelalter: Der Aufstieg der Regionalsprachen und der persisch-islamische Einfluss
Das indische Mittelalter als literarische Epoche reicht vom 10. bis zum 18. Jahrhundert. Ab dem 12. Jahrhundert verlor Sanskrit seine Bedeutung als Literatursprache. Die folgende Epoche ist durch eine Vielzahl von Literaturen in den verschiedenen Regionalsprachen („Neuindisch“) gekennzeichnet, die nunmehr nicht nur als Volks-, sondern auch als Literatursprachen Bedeutung erlangten und zum Teil in viele Dialekte und Altersstufen zerfallen.
Aus dem Sanskrit bzw. den mittelindischen Prakritsprachen (bzw. Avahatta) gingen im Norden Indiens neue Sprachen hervor. Hier entstanden die Sprachen Bengalisch, Gujarati, Hindustani (die Vorläuferin von Hindi und Urdu), Oriya, Panjabi (die Sprache des Sikhismus) und Sindhi, die allesamt ihre eigene Literaturtradition entwickelten. Das Kashmiri, eine ältere Dardische Sprache, die eine Mittelstellung zwischen den iranischen und den indoiranischen Sprachen einnimmt und zahlreiche Archaismen aufweist, die auf den gemeinsamen Sprachstamm zurückgehen, wurde vom Sanskrit stark beeinflusst, kam jedoch bereits im 14. Jahrhundert unter muslimischen Einfluss. Im Westen Indiens entwickelte sich eine literarische Tradition in Marathi.
Die religiösen Bewegungen des Shivaismus und Vishnuismus hinterließen literarische Spuren vor allem in den drawidischen Sorachen und in Bengalen. In Assam herrschte zunächst eine nicht mit den übrigen indischen Sprachen verwandte ibeto-birmanische Sprache vor, die nach dem Übertritt der Herrscher zum Hinduismus im 16. Jahrhundert in assamesischer Schrift geschrieben wurde.

### Literatur in Regionalsprachen: Religiöse und Heldendichtung

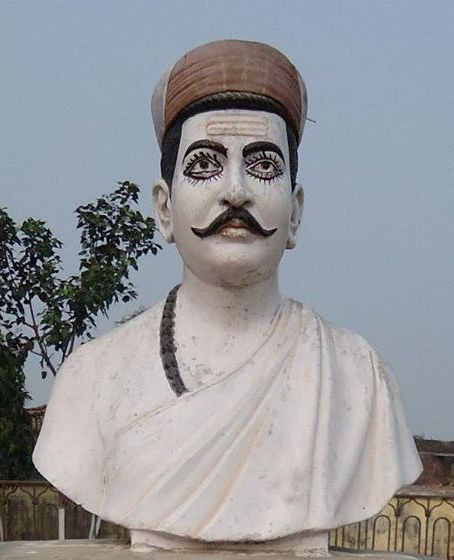
Statue Vidyapatis

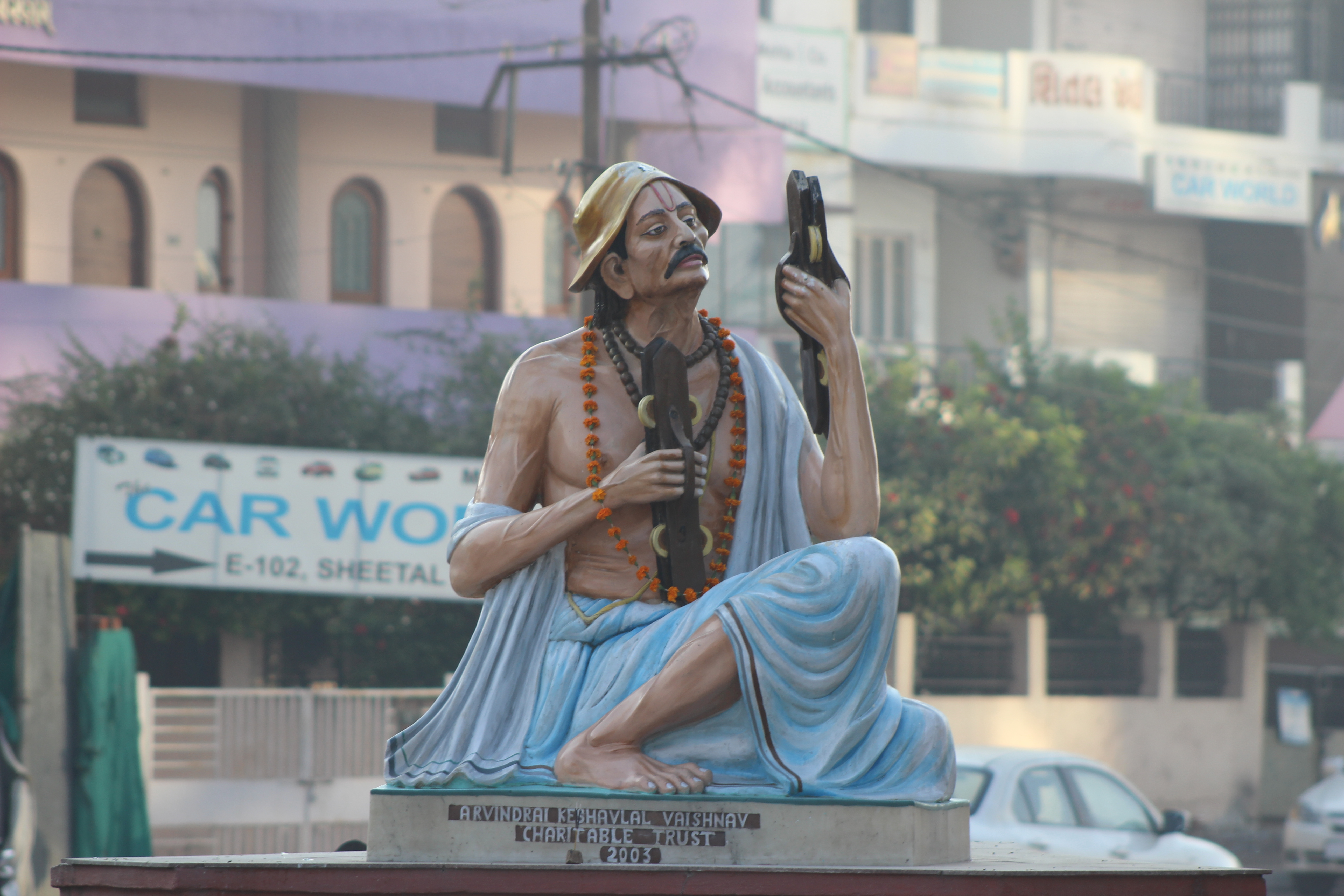
Denkmal für Narsinh Mehta in Vadodara

### Persisch-islamischer Einfluss

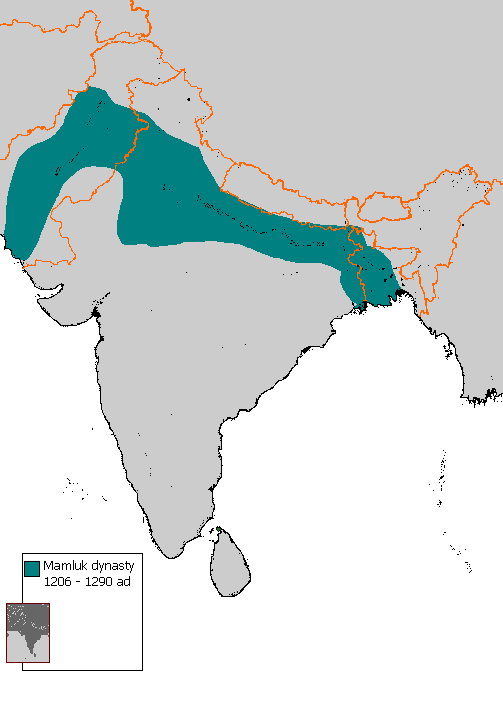
Das Sultanat Delhi 1206–1290

### Volkstürmliche Bhakti-Dichtung

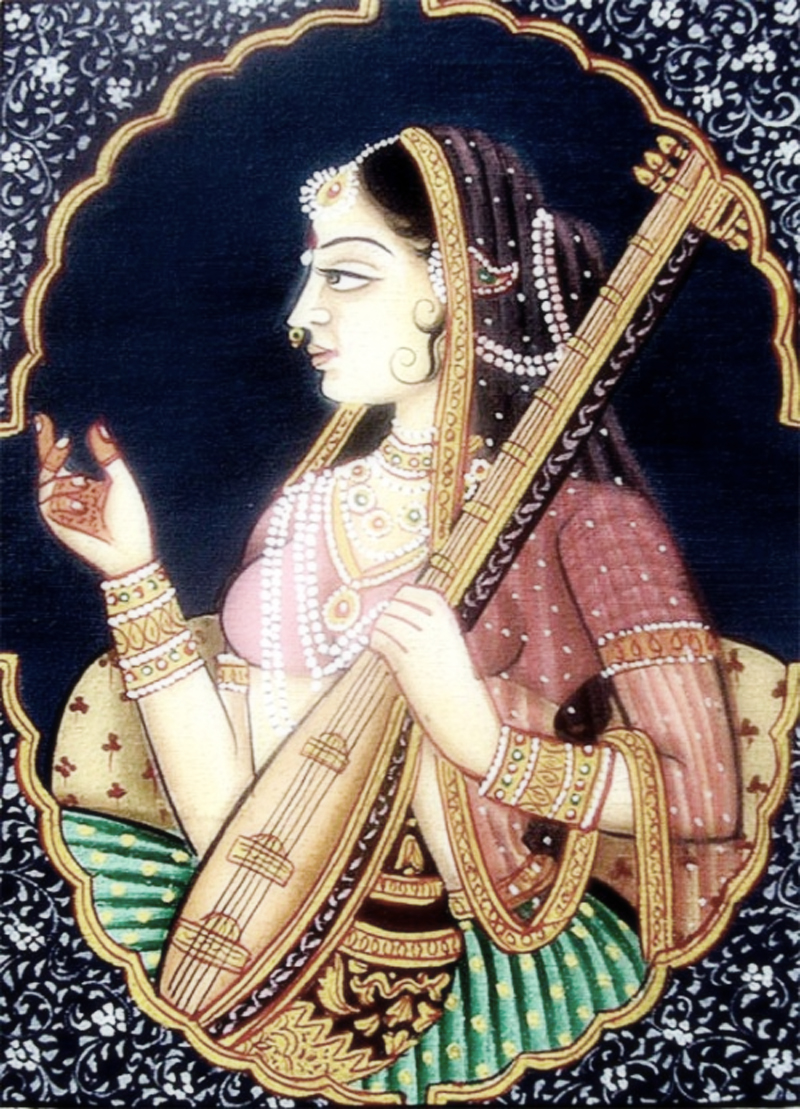
Mirabai

### Bengali-Literatur

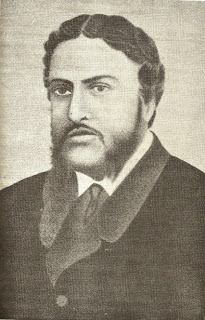
Madhusudan Dutt

### Malayalam-Literatur

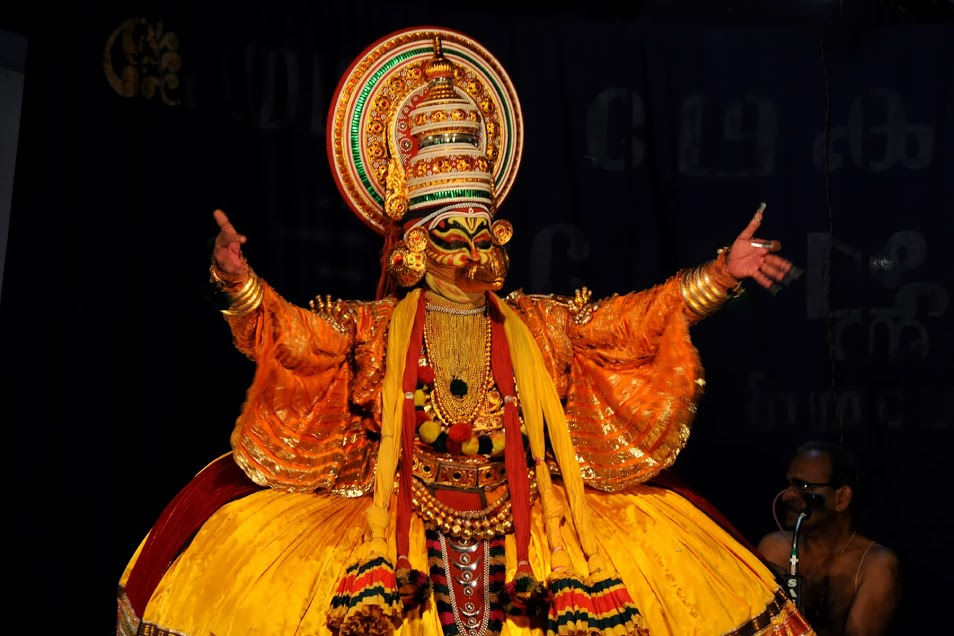
Der Kathakali-Darsteller K.G. Vasudevan Nair

### Urdu-Literatur

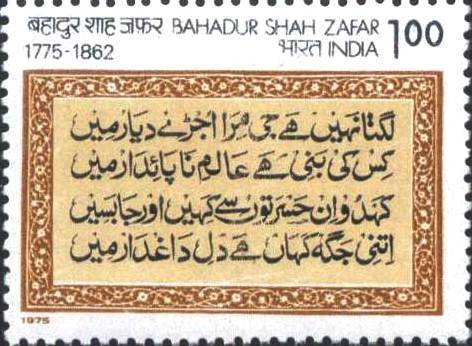
Verse von Bahadur Shah Zafar in Urdu. Indische Briefmarke anlässlich seines 200. Geburtstags 1975.

### Gujarati-Literatur

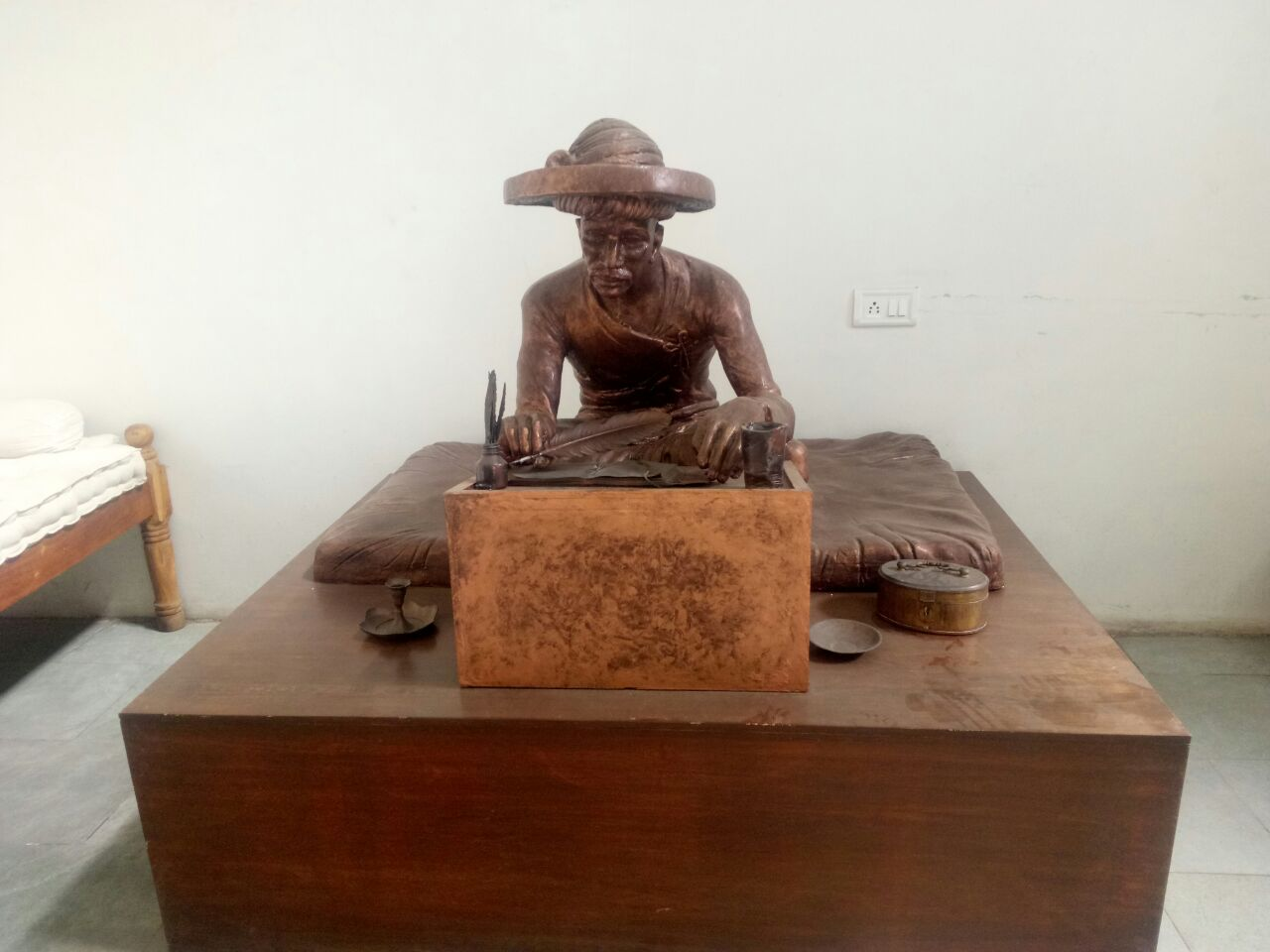
Statue Narmads im Museum von Surat

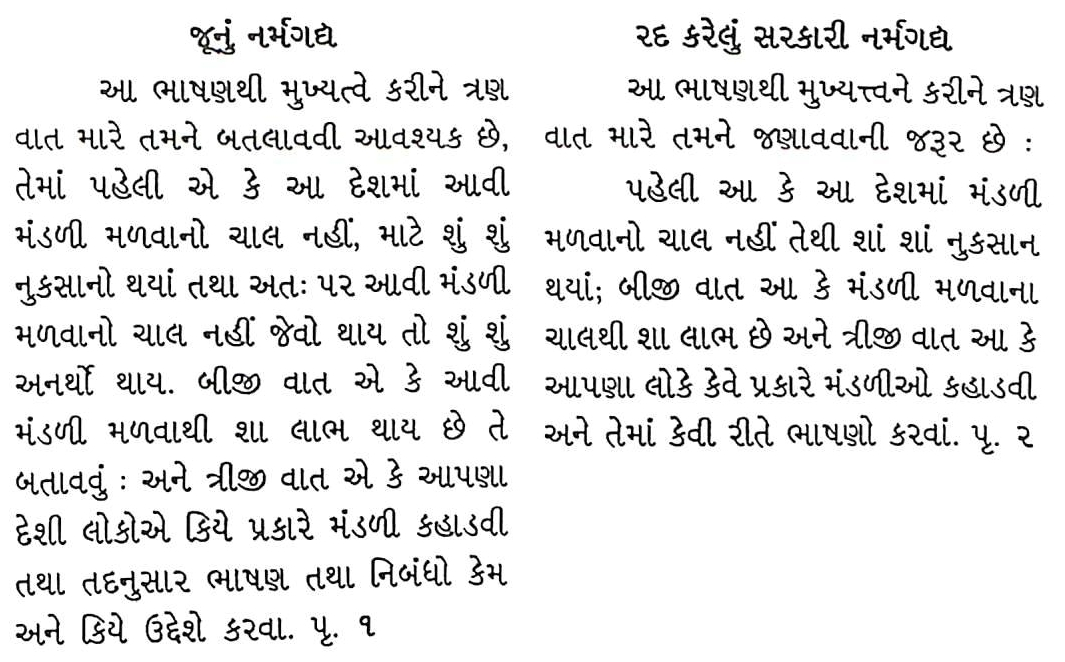
Das Narma Gadya von Narmad. Links die originale Fassung, rechts die von der Regierung editierte Version

### Englischsprachige Literatur

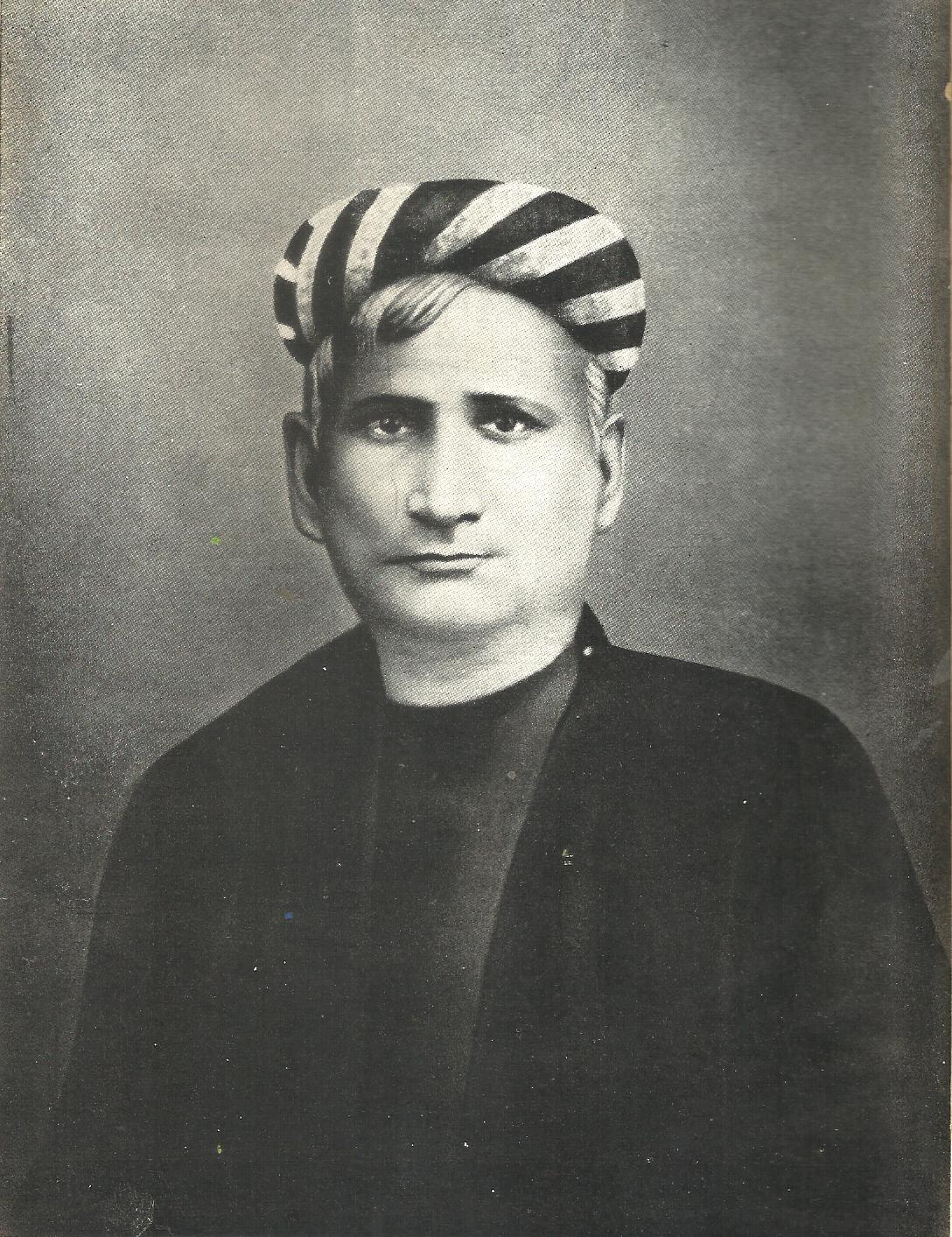
Bankim Chandra Chattopadhyay (Chatterjee)